# Dance eJay
Dance eJay är ett datorprogram som används för att mixa och göra musik, och som i sin första version gavs ut 1997.
År 2002 utgavs den kända Markoolio eJay-versionen.
På baksidan av Markoolio cd-romen kunde man läsa att "Ahead Multimedia och Markoolio gör detta till förmån för Stiftelsen För Respekt."